# District Brăila (interbellum)
Het district Brăila was een district van het koninkrijk Roemenië of Groot-Roemenië. De hoofdstad van het district was Brăila.

## Ligging
Brăila lag in het zuidoosten van het koninkrijk, in de regio Muntenië. Dit district stond ongeveer gelijk aan wat nu het district Brăila is. Botoșani grensde in het westen aan Buzău en Râmnicu-Sărat, in het noorden aan Covurlui, in het oosten aan Tulcea en in het zuiden aan Constanța en Ialomița.

## Bestuurlijke indeling
Het district Brăila was onderverdeeld in vier bestuurlijke gebieden (plăși): Plasa Călmățui, Plasa Ianca, Plasa Silistrara en Plasa Viziru. Later werd Călmățui opgesplitst in Plasa I.I.C. Brătianu en Plasa Vădeni.

## Bevolking
Volgens cijfers uit 1930 had het district in dat jaar 219.831 inwoners, waarvan 89,4% Roemenen, 3,1% Joden, 2,2% Grieken, 0,7% Hongaren, 0,6% Russen en 4% van andere etnische groepen waren. Van deze mensen behoorde 93,6% tot de Oosters-orthodoxe Kerk, 3,3% was Mozaïek, 1,2% was rooms-katholiek, enzovoort.

### Urbanisatie
In 1930 woonden er 68.347 mensen in de steden van Brăila. Van dezen waren 75,4% Roemenen, 9,7% Joden, 6,7% Grieken, 1,7% Hongaren, 1,6% Russen, enzovoorts. De meesten hadden het Roemeens (82,6%) als moedertaal, gevolgd door het Grieks (5,8%), Jiddisch (4,k%), Russisch (1,9%), Hongaars (1,5%), enzovoorts. Van de mensen in de steden waren 84,4% oosters-orthodox, 10,4% Mozaïek, 3,2% rooms-katholiek, enzovoorts.
Alba · Arad · Argeș · Bacău · Baia · Bălți · Bihor · Botoșani · Brăila · Brașov · Buzău · Cahul · Caliacra · Câmpulung · Caraș · Cernăuți · Cetatea-Albă · Ciuc · Cluj · Constanța · Covurlui · Dâmbovița · Dolj · Dorohoi · Durostor · Făgăraș · Fălciu · Gorj · Hotin · Hunedoara · Ialomița · Iași · Ilfov · Ismail · Lăpușna · Maramureș · Mehedinți · Mureș · Muscel · Năsăud · Neamț · Odorhei · Olt · Orhei · Prahova · Putna · Rădăuți · Râmnicu-Sărat · Roman · Romanați · Sălaj · Satu-Mare · Severin · Sibiu · Someș · Soroca · Storojineț · Suceava · Târnava-Mare · Târnava-Mică · Tecuci · Teleorman · Tighina · Timiș-Torontal · Trei-Scaune · Tulcea · Turda · Tutova · Vâlcea · Vaslui · Vlașca